# Magnac-sur-Touvre

Magnac-sur-Touvre este o comună în departamentul Charente, Franța. În 1 ianuarie 2022 avea o populație de 3.252 de locuitori.